# Armand Swartenbroeks
Armand Joseph Antoine Alexis Swartenbroeks  (* 30. Juni 1892 in Laken; † 3. Oktober 1980 in Koekelberg) war ein belgischer Fußballspieler, Arzt und Politiker.
Auch sein jüngerer Bruder Alexis spielte kurzzeitig von 1913 bis 1914 für den Daring Club Molenbeek, verstarb aber noch sehr jung im Jahr 1915.

## Karriere als Fußballspieler
Während seiner aktiven Karriere spielte Swartenbroeks ausschließlich für den Daring Club Molenbeek. Zwischen 1911 und 1930 bestritt er 295 Spiele, in denen er 28 Tore erzielte.
1913 wurde er erstmals in die belgische Nationalmannschaft berufen, mit der er bei den Olympischen Sommerspielen 1920 in Antwerpen die Goldmedaille gewann. Bei den Olympischen Sommerspielen 1924 in Paris stand er ebenfalls im belgischen Aufgebot, schied jedoch bereits im Achtelfinale des Turniers mit seiner Mannschaft aus. Bis 1928 bestritt er 50 Länderspiele für Belgien, davon 37 als Kapitän. Er war Rekordnationalspieler des belgischen Fußballverbandes, bis er 1938 von Bernard Voorhoof übertroffen wurde.

## Berufliche Laufbahn
Nach dem Ende seiner aktiven Laufbahn als Fußballer betätigte sich Swartenbroeks als Arzt und Kommunalpolitiker. Von 1956 bis 1971 war er Bürgermeister der zur Region Brüssel-Hauptstadt gehörigen Gemeinde Koekelberg, wo er 1980 starb.

## Erfolge
- Belgischer Meister: 1911/12, 1913/14, 1920/21
- Olympisches Gold: 1920